# Stari grad Samobor
Stari grad Samobor je utvrda u ruševnom stanju na brdu Tepec u Samoboru (Hrvatska). Zaštićeno je kulturno dobro.

## Povijest Starog grada
Prvu utvrdu na tom mjestu, na brijegu iznad tada važna križanja putova u sjeverozapadnom kutu savske doline iznad srednjovijekovnog trgovišta Samobor, podigli su pristaše češkog kralja Otokara između 1260. – 1264. godine.To je kamena utvrda podignuta na živoj stijeni - nepravilnog i razvedenog tlocrta, koji se sastoji od tri dijela, od kojih je središnji dio jezgra te gradine - najstariji. 
Na jugoistočnom dijelu te jezgre nalazi se visoka branič kula (u ruševnom stanju), jedini veći ostatak prvobitnog Otokarovog zamka.  Uz tu kulu nalazi se polukružna kula s malom gotičkom kapelom sv. Ane iz trećeg desetljeća 16. stoljeća na prvom katu troetažnog tornja (također u ruševnom stanju).
U trećem desetljeću 16. stoljeće utvrda se počinje pregrađivati i postupno se jezgra gradine širi prema sjeveru - u izduženo trapezoidno dvorište okruženo jakim obrambenim zidom s peterokutnom baterijskom kulom na krajevima. Kroz 17. stoljeće i 18. stoljeće utvrda se dograđuje i pregrađuje, kao posljednja unutar grada podignuta je trokatna kuća s njegove južne strane. U njegovu gornjem dijelu formira se dvorište čija su fasade s dvije strane raščlanjene trijemovima s toskanskim stupovima, a unutrašnjost se bogato oprema, tako da utvrda 
gubi svoju fortifikacijsku funkciju i postupno se pretvara u ladanjski dvorac baroknog tipa.  Zadnji stanari dvorac napuštaju na kraju 18. stoljeća, i od tad počinje propadanje tog kamenog zdanja.

### Vladari i posjednici Starog grada Samobor
Prvi poznati vladari bili su Babonići, potom Samoborskim gradom upravlja ugarsko-hrvatski kralj, a početkom 15. stoljeća postaje posjed Celjskih grofova. Početkom 16. stoljeća dolazi u posjed Frankopana. Zatim dvorac mijenja puno vlasnika; Tržačke, Tahyje, Auersperge, Kiepache, posljednji vlasnici dvorca koji su u njemu stanovali bili su grofovi Erdödy i Kulmer. Samoborska općina je 1902. godine otkupila dvorac od njezina tadašnjeg vlasnika Montecuccolija i od tada dvorac i njegova okolica služi kao izletište.

## Obnova Starog grada Samobor
Danas je Stari grad samo slikovita ruševina dvorca iznad Vugrinščaka, koja svojim položajem nad Samoborom podsjeća na bogatu prošlost tog gradića.
Postoji projekt obnove Staroga grada Samobora, te su do sada izvedeni radovi obnove zidina kapele. Kod obnove upotrebljavan je kamen pronađen u urušenim dijelovima utvrde, cement i gašeno vapno.

## Opis dobra
Stari grad Samobor sagrađen je na geostrateškom mjestu, na brdu Tepec iznad naselja Samobor, oko 1260. g. za češkog kralja Otokara Premysla II. Kasnije ga drže knezovi Celjski, Frankopani, Erdödy i Kulmeri. Strukturalno i stilski je slojevita aglomeracija građena od 13. do 18. st. Na najstariju branič-kulu iz 13. st. naslanja se gotička kula s kapelom, slijedi palas građen u 15. i 16. st. kada su dograđene i dvije baterijske kule te podgrađe s peterokutnim bastionom. U 16. i 17. st. burg je pregrađen, dobio je obilježja dvorca s baroknom dvorišnom arkadom s toskanskim stupovima, a u 18. st. je napušten. Zidan je od kamena lomljenca s klesanim detaljima od kojih je veći broj sačuvan.

## Zaštita
Pod oznakom Z-3834 zavedena je kao nepokretno kulturno dobro - pojedinačno, pravna statusa zaštićena kulturnog dobra, klasificirano kao "profana graditeljska baština".

## Vanjske poveznice
- Arheološka istraživanja u peterokutnoj kuli Starog grada Samobora, studeni 2009.
- Stari grad Samobor na portalu Turistički klaster po Sutli i Žumberku
- Stari grad Samobor, XIII. st., sa službenih stranica grada Samobora  Arhivirana inačica izvorne stranice od 28. ožujka 2010. (Wayback Machine)
- Turistička zajednica Zagrebačke županije, Kroz županiju